# 줄리아나 파이스
줄리아나 파이스(Juliana Paes, 1979년 3월 26일 ~ )는 브라질의 배우, 사회자, 전직 모델이다.

## 참여 작품

### 텔레비전
- 말랴상
- 라수스 지 파밀리아
- 토타우멘치 지마이스
- 아 도나 두 페다수

### 영화
- 쿵푸 팬더 (브라질어 더빙)